# Брије Сент Аман
Брије Сент Аман (фр. Bruille-Saint-Amand) насеље је и општина у североисточној Француској у региону Север-Па д Кале, у департману Север која припада префектури Валансјен.
По подацима из 2011. године у општини је живело 1653 становника, а густина насељености је износила 209,77 становника/km². Општина се простире на површини од 7,88 km². Налази се на средњој надморској висини од 40 метара (максималној 38 m, а минималној 16 m).

## Демографија
| 1962. | 1968. | 1975. | 1982. | 1990. | 1999. | 2011. |
| ----- | ----- | ----- | ----- | ----- | ----- | ----- |
| 1.403 | 1.442 | 1.381 | 1.391 | 1.473 | 1.470 | 1.653 |

График промене броја становника у току последњих година